# 格里菲斯阿波魚
格里菲斯阿波魚，為輻鰭魚綱鱸形目鱸亞目蓋刺魚科的其中一個種。

## 分布
本魚分布於太平洋區，包括印尼、諾魯、巴布亞紐幾內亞、吉里巴斯、密克羅尼西亞等海域。

## 深度
水深15至100公尺。

## 特徵
本魚體呈長卵形，吻鈍，體銀白色，體側具有無數小白點，頭部呈淡藍色，有一黑條紋通過眼睛，額頭上有一黑斑。背鰭軟條部及背鰭基部各有一黑色寬橫帶。胸鰭呈淡黃色。硬棘14枚，軟條18枚；臀鰭硬棘3枚，軟條18枚。體長可達30公分。

## 生態
本魚棲息於外礁斜坡與陡峭的海壁。獨居性或成對或形成小群魚群，較為罕見，屬肉食性，以海綿與被囊類等為食。

## 經濟利用
可為觀賞魚，飼養時需要最小100加侖的水族箱，且需要大量的自由游泳空間和適量的活石作為藏身之處。除餵食海綿外，另應補充藻類片及少量的肉類。